# Ilhéu Raso
Ilhéu Raso è un piccolo isolotto disabitato di circa 7 km² facente parte delle Ilhas do Barlavento, il gruppo di isole che costituiscono la metà settentrionale dell'arcipelago di Capo Verde.